# The Flower Kings
The Flower Kings – szwedzki zespół grający rock progresywny.

## Muzycy
| Obecny skład zespołu - Roine Stolt – gitara, gitara basowa, instrumenty klawiszowe, śpiew (od 1995) - Hasse Fröberg – gitara, śpiew (od 1995) - Tomas Bodin – instrumenty klawiszowe (od 1995) - Jonas Reingold – gitara basowa (od 1999) - Felix Lehrmann – perkusja (od 2012) |  | Byli członkowie zespołu - Jaime Salazar – perkusja (1995–2001) - Michael Stolt – gitara basowa (1995–1999) - Zoltan Csörsz – perkusja (2001–2005; 2007) - Daniel Gildenlöw – śpiew, gitara, instrumenty klawiszowe (2002–2004) - Marcus Liliequist – perkusja (2005–2006) - Erik Hammarström – perkusja (2008) - Ola Heden – śpiew, instrumenty klawiszowe, gitara (2008) |

Oś czasu

## Dyskografia
| 1995                           | Back in the World of Adventures - Data: 1995 - Wydawca: Foxtrot/InsideOut Music           | –  | –  | –   | –  |
| 1996                           | Retropolis - Data: 1996 - Wydawca: InsideOut Music                                        | –  | –  | –   | –  |
| 1997                           | Stardust We Are - Data: 1997 - Wydawca: InsideOut Music                                   | –  | –  | –   | –  |
| 1999                           | Flower Power - Data: 16 listopada 1999 - Wydawca: InsideOut Music                         | –  | –  | –   | –  |
| 2000                           | Space Revolver - Data: 4 lipca 2000 - Wydawca: Century Media                              | –  | –  | –   | –  |
| 2001                           | The Rainmaker - Data: 18 września 2001 - Wydawca: InsideOut Music                         | –  | –  | –   | –  |
| 2002                           | Unfold the Future - Data: 5 listopada 2002 - Wydawca: InsideOut Music                     | –  | –  | –   | –  |
| 2004                           | Adam & Eve - Data: 3 sierpnia 2004 - Wydawca: InsideOut Music                             | –  | –  | –   | –  |
| 2006                           | Paradox Hotel - Data: 4 kwietnia 2006 - Wydawca: InsideOut Music                          | –  | –  | –   | –  |
| 2007                           | The Sum of No Evil - Data: 25 września 2007 - Wydawca: InsideOut Music                    | –  | –  | –   | –  |
| 2012                           | Banks of Eden - Data: 18 czerwca 2012 - Wydawca: InsideOut Music                          | 27 | 68 | –   | 64 |
| 2013                           | Desolation Rose - Data: 28 października 2013 - Wydawca: InsideOut Music                   | –  | 92 | 187 | 53 |
| 2018                           | Manifesto Of An Alchemist - Data: 23 listopada 2018 - Wydawca: InsideOut Music            | –  | –  | –   | –  |
| 2019                           | Waiting For Miracles - Data: 8 listopada 2019 - Wydawca: InsideOut Music                  | –  | –  | –   | –  |
| 2020                           | Islands - Data: 30 października 2020 - Wydawcy: Sony Music Entertainment, InsideOut Music | –  | –  | –   | –  |
| 2022                           | By Royal Decree - Data: 4 marca 2022 - Wydawcy: InsideOut Music                           | –  | –  | –   | –  |
| „–” pozycja nie była notowana. |                                                                                           |    |    |     |    |